# Французская симментальская (порода коров)

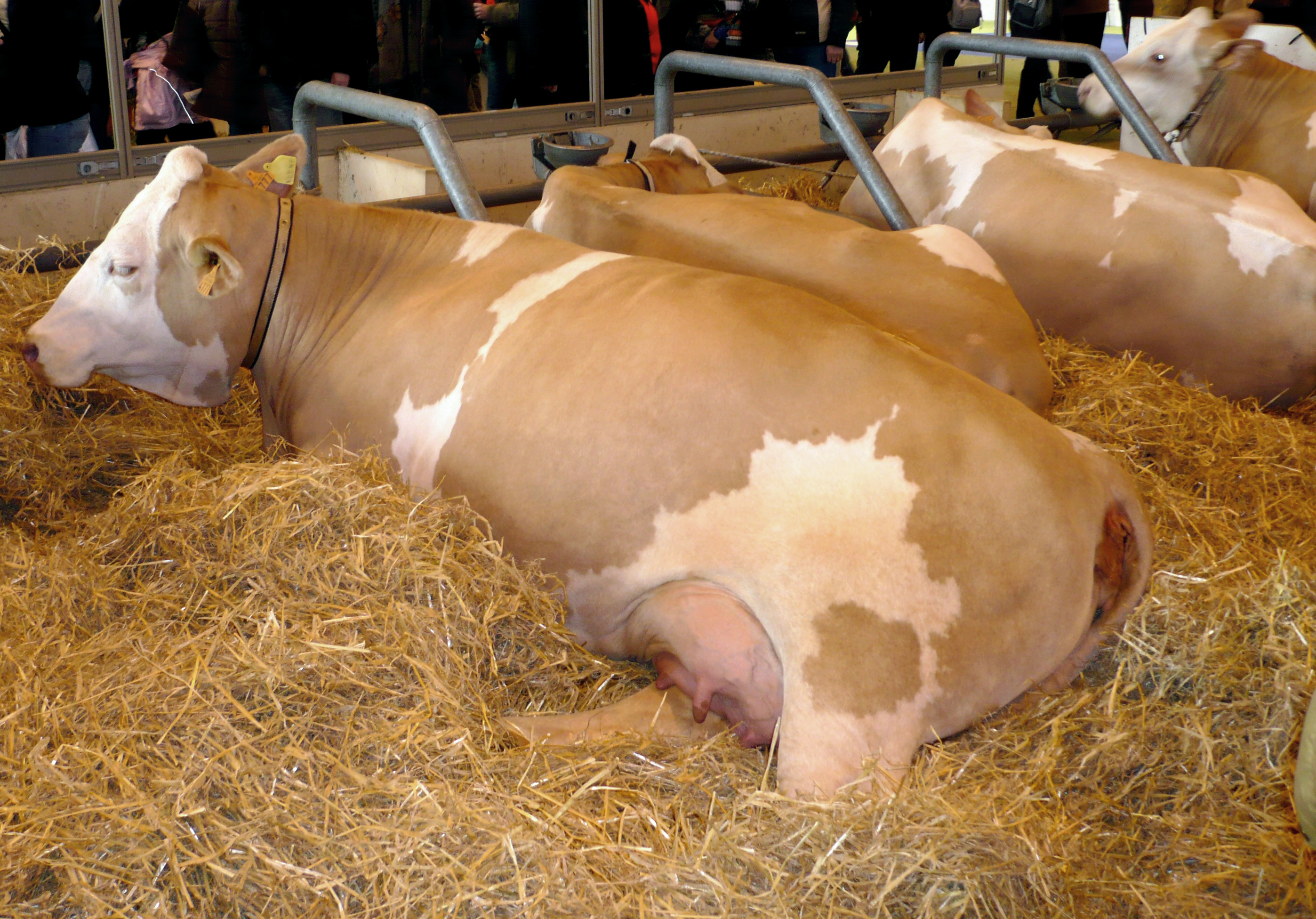
Коровы французской симментальской породы

Французская симментальская порода, или французский тип симментальской породы (фр. Simmental française, в 1933—1960 — ташете-де-л’ест, фр. Tachetée de l'Est — «пятнистая восточная», в 1960—1993 — пи-руж-де-л’ест, фр. Pie Rouge de l'Est — «красно-пестрая восточная») — порода крупного рогатого скота молочно-мясного направления продуктивности. Выведена в первой половине XX века на востоке Франции в приграничных со Швейцарией районах поглотительным скрещиванием местного скота с симментальской породой.

## История
Порода возникла скрещиванием скота пород фемлин (фр. Fémeline) и брессан (фр. Bressanne), которых разводили в приграничных со Швейцарией районах Франции, со скотом симментальской породы. Поглощения пород было завершено в начале 1930-х годов. Новая порода получила название «таши-где-л’ест» (фр. Tachetée de l'Est — «пятнистая восточная»). Племенная книга была открыта в 1933 году. До 1945 года селекция велась в направлении молочно-мясной продуктивности и в 1950-х годах дополнительное скрещивания с импортированными из Швейцарии симменталами помогло стабилизировать породу. В эти годы также была сделана попытка объединения 4 немногочисленных локальных споридентных пород (монбельярд, ташете (тишет), абонданс, жессиэн (фр. gessienne)), образованных при участии симментальской, в одну большую породу, получившую название «пи-руж-де-л’ест» (фр. Pie Rouge de l'Est — «красно-пестрая восточная»). Однако, попытка объединения пород в одну не оказалась удачной и с 1960 года только данная порода имела название «пи-руж-де-л’ест».
В 1993 году порода пи-руж-де-л’ест была переименована во французскую симментальскую. Это было сделано, в частности, для того, чтобы избежать возможности путаницы с нынешней бельгийской красно-рябою породой, тогда имевшей то же название. С начала 1990-х годов происходило скрещивание породы пи-руж-же-л’ест с симментальским скоторм из разных стран Европы, преимущественно из Германии.

## Описание
Масть красно-пестрая, бывает светлая и темно-красная. Средний рост быков составляет 155 см, корова — 145—150 см. Живая масса быков — 1000—1500 кг, коров — 700—800 кг. Среднегодовые надои составляют 7329 кг молока жирностью 4 % и содержанием 3,35 % протеина. Через скрещивание в 1990-х годах этой коровы с немецкой симментальской коровой, французские симменталы ближе к немецким симментальским коровам, чем к швейцарским. С 1990 по 2007 годы в генотипе телят доля генов немецких симменталов выросла с 0 % до 70 %, а доля генов швейцарских симменталов снизилась соответственно с 35 % до 10 %.

## Распространение
Коровы французской симментальской породы разводят во Франции. По состоянию на 2016 год насчитывалось 25477 коров французской симментальской породы в 840 стадах, 9427 коров было записано в племенной книге.